# アート・エヴァンス
アート・エヴァンス（Art Evans, 1942年3月27日 - 2024年12月21日）は、アメリカ合衆国の俳優。

## 来歴
1942年、アフリカ系の両親の元、カリフォルニア州・バークレーに生まれる。ロサンゼルスを拠点としたジャマイカ系俳優のフランク・シルヴェラが主催する劇団「Theater of Being」に参加しながら演技を学ぶ。後にニューヨークへ渡り、ブロードウェイデビューも果たした。そして活躍の場を舞台から映画へも広げ、1974年にはノークレジットながらも『Claudine』で映画デビュー。それからは、テレビドラマや映画など様々な分野で活躍し、役者としての確固たる地位を築いた。1990年にブルース・ウィリス主演のヒットシリーズ2作目である『ダイ・ハード2』では、作中でウィリス演じる主人公に協力する空港のチーフエンジニアと言う重要な役どころを演じている。
2024年12月21日に死去。82歳没。

## 出演作品

### 映画
- Claudine (1974)
- アメージング・グレイス Amazing Grace (1974)
- The Orphan and the Dude (1975)
- Leadbelly (1976)
- おかしな泥棒 ディック&ジェーン Fun with Dick and Jane (1977)
- Minstrel Man (1977) ※テレビ映画
- Roosevelt and Truman (1977) ※テレビ映画
- Big Time (1977)
- Youngblood (1978)
- Some Kind of Miracle (1979) ※テレビ映画
- あきれたあきれた大作戦 The In-Laws (1979)
- メーン・イベント The Main Event (1979)
- The Apple Dumpling Gang Rides Again (1979)
- First Family (1980)
- 第三次世界大戦 World War III (1982)
- シークレット・レンズ Wrong Is Right (1982)
- ナショナル・ランプーン/パニック同窓会 Class Reunion (1982)
- ソルジャー・ストーリー A Soldier's Story (1984)
- Tuff Turf (1985)
- 眠れぬ夜のために Into the Night (1985)
- フライトナイト Fright Night (1985)
- ジョ・ジョ・ダンサー Jo Jo Dancer, Your Life Is Calling (1986)
- 殺したい女 Ruthless People (1986)
- ネイティブ・サン Native Son (1986)
- ホワイト・アイズ/隠れた狂気 White of the Eye (1987)
- スクール・デイズ School Daze (1988)
- 刑事クイン/妖術師の島 The Mighty Quinn (1989)
- ダウンタウン Downtown (1990)
- ダイ・ハード2 Die Hard 2 (1990)
- ママはモンスター Mom (1991)
- フィニッシング・タッチ The Finishing Touch (1992)
- トレスパス Trespass (1992)
- CB4 (1993)
- ブロンドの標的 Bitter Harvest (1993)
- Tales from the Hood (1995)
- サバイバル・ガイド Bushwhacked (1995)
- ファイト・マネー The Great White Hype (1996)
- ネゴシエーター Metro (1997)
- The Breaks (1999)
- ストーリー・オブ・ラブ The Story of Love (1999)
- The Cheapest Movie Ever Made (2000)
- Deadly Rhapsody (2001)
- アメージング・ハイウェイ60 Interstate 60: Episodes of the Road (2002)
- The Watermelon Heist (2003)
- Gas (2004)
- ネバー・ダイ・アローン Never Die Alone (2004)
- Young Cesar (2007)
- Shades of Ray (2008)
- Machete Joe (2010)
- House Under Siege (2010)
- Church (2010)
- Anderson's Cross (2010)
- iSteve (2013)
- エイリアン2013 Gemini Rising (2013)
- Gemini Rising (2013)
- Orphaned (2018)

### テレビドラマ
- 女刑事ペパー Police Woman (1976)
- King (1978)
- マッシュ M*A*S*H (1979)
- ヒルストリート・ブルース Hill Street Blues (1981, 1984)
- 俺たち賞金稼ぎ!!フォール・ガイ The Fall Guy (1983)
- アメリカン・プレイハウス American Playhouse (1984)
- 227 (1988)
- 夜の大捜査線 In the Heat of the Night (1990)
- 天才少年ドギー・ハウザー Doogie Howser, M.D. (1990)
- Midnight Caller (1991)
- あなたにムチュー Mad About You (1992)
- Family Matters (1994)
- 炎のテキサス・レンジャー Walker, Texas Ranger (1996)
- L.A. Heat (1997)
- シティ・オブ・エンジェルズ City of Angels (2000)
- X-ファイル X-File (2000)
- ふたりはお年ごろ So Little Time (2001)
- 名探偵モンク Monk (2006)
- Everybody Hates Chris (2007)
- ラストマン・スタンディング Last Man Standing (2009)
- Basketball Wife (2013)
- Love That Girl! (2014)